# Minnesota Vikings 2010
La stagione 2010 dei Minnesota Vikings fu la 50ª della franchigia nella National Football League, la 29ª giocata al Mall of America Field at the Hubert H. Humphrey Metrodome e la 5ª con Brad Childress come capo-allenatore, il quale venne esonerato il 22 novembre a sei giornate dal termine della stagione regolare in favore del coordinatore della difesa Leslie Frazier, che divenne quindi capo-allenatore ad interim sino al termine della stagione.

## Offseason 2010
| Draft NFL 2010   |                  |                  |                                                                                             |                                                                                             |                                                                                             |                                                                                             |                                                                                             |
| Ordine del Draft | Ordine del Draft | Ordine del Draft | Giocatore                                                                                   | Ruolo                                                                                       | College                                                                                     | Contratto                                                                                   | Note                                                                                        |
| Giro             | Scelta           | Generale         | Giocatore                                                                                   | Ruolo                                                                                       | College                                                                                     | Contratto                                                                                   | Note                                                                                        |
| 1                | 30               | 30               | Scambiata con i Detroit Lions[a]                                                            | Scambiata con i Detroit Lions[a]                                                            | Scambiata con i Detroit Lions[a]                                                            | Scambiata con i Detroit Lions[a]                                                            |                                                                                             |
| 2                | 2                | 34               | Chris Cook                                                                                  | CB                                                                                          | Virginia                                                                                    | 4 anni a 5,37 milioni $                                                                     | dai Lions[a]                                                                                |
| 2                | 19               | 51               | Toby Gerhart                                                                                | RB                                                                                          | Stanford                                                                                    | 4 anni a 3,76 milioni $                                                                     | dai Texans[b]                                                                               |
| 2                | 30               | 62               | Scambiata con gli Houston Texans[b]                                                         | Scambiata con gli Houston Texans[b]                                                         | Scambiata con gli Houston Texans[b]                                                         | Scambiata con gli Houston Texans[b]                                                         |                                                                                             |
| 3                | 29               | 93               | Scambiata con gli Houston Texans[b]                                                         | Scambiata con gli Houston Texans[b]                                                         | Scambiata con gli Houston Texans[b]                                                         | Scambiata con gli Houston Texans[b]                                                         |                                                                                             |
| 4                | 2                | 100              | Everson Griffen                                                                             | DE                                                                                          | USC                                                                                         | 4 anni a 2,33 milioni $                                                                     | dai Lions[a]                                                                                |
| 4                | 30               | 128              | Scambiata con i Detroit Lions[a]                                                            | Scambiata con i Detroit Lions[a]                                                            | Scambiata con i Detroit Lions[a]                                                            | Scambiata con i Detroit Lions[a]                                                            |                                                                                             |
| 5                | 30               | 161              | Chris DeGeare                                                                               | OT                                                                                          | Wake Forest                                                                                 | 4 anni a 1,95 milioni $                                                                     |                                                                                             |
| 5                | 36               | 167              | Nathan Triplett                                                                             | LB                                                                                          | Minnesota                                                                                   | 4 anni a 1,94 milioni $                                                                     | Scelta compensatoria[c]                                                                     |
| 6                | 3                | 168              | Joe Webb                                                                                    | WR/QB                                                                                       | UAB                                                                                         | 4 anni a 1,88 milioni $                                                                     |                                                                                             |
| 7                | 7                | 214              | Mickey Shuler, Jr.                                                                          | TE                                                                                          | Penn State                                                                                  | 4 anni a 1,85 milioni $                                                                     | dai Browns via Lions[a]                                                                     |
| 7                | 30               | 237              | Ryan D'Imperio                                                                              | FB                                                                                          | Rutgers                                                                                     | 4 anni a 1,83 milioni $                                                                     |                                                                                             |
| Legenda          | Legenda          | Legenda          | Ha superato i tagli a roster Hall of Famer Ha partecipato ad almeno un Pro Bowl in carriera | Ha superato i tagli a roster Hall of Famer Ha partecipato ad almeno un Pro Bowl in carriera | Ha superato i tagli a roster Hall of Famer Ha partecipato ad almeno un Pro Bowl in carriera | Ha superato i tagli a roster Hall of Famer Ha partecipato ad almeno un Pro Bowl in carriera | Ha superato i tagli a roster Hall of Famer Ha partecipato ad almeno un Pro Bowl in carriera |

Note:
- [a] I Lions scambiarono le loro scelte nel 2º giro (34ª assoluta), 4º giro (100ª assoluta) e 7º giro (214ª assoluta) del Draft NFL 2010 con i Vikings per le scelte nel 1º giro (30ª assoluta) e 4º giro (128ª assoluta) del Draft NFL 2010 di questi ultimi.
- [b] I Texans scambiarono la loro scelta nel 2º giro (51ª assoluta) del Draft NFL 2010 con i Vikings per le scelte nel 2º giro (62ª assoluta) e 3º giro (93ª assoluta) del Draft NFL 2010 di questi ultimi.
- [c] I Vikings furono ricompensati con una scelta compensatoria per la perdita nella NFL Free Agency dei giocatori Matt Birk e Darren Sharper.

## Partite

### Pre-stagione
Il 31 marzo 2010 i Vikings svelarono ufficialmente il calendario della pre-stagione. I Vikings aprirono la campagna prestagionale all'Edward Jones Dome di Saint Louis contro i Rams il 14 agosto e disputarono un successivo incontro in trasferta al Candlestick Park di San Francisco contro i 49ers il 22 agosto, per poi chiudere il mese di amichevoli con due incontri casalinghi al Mall of America Field contro i Seahawks il 28 agosto e contro i Broncos il 2 settembre.
| Calendario |                                            |                                            |                                            |                                            |                                            |                                            |                                            |                                            |                                            |
| Settimana  | Data                                       | Ora (CDT)                                  | Avversario                                 | Risultato                                  | Stadio                                     | Spettatori                                 | Record                                     | TV                                         | Tabellino                                  |
| 1          | 14 agosto                                  | 7:00 p.m.                                  | St. Louis Rams                             | V 28-7                                     | Edward Jones Dome                          | 40.801                                     | 1-0                                        | KARE-TV                                    | Recap                                      |
| 2          | 22 agosto                                  | 7:00 p.m.                                  | San Francisco 49ers                        | P 10-15                                    | Candlestick Park                           | 69.732                                     | 1–1                                        | NBC                                        | Recap                                      |
| 3          | 28 agosto                                  | 7:00 p.m.                                  | Seahawks                                   | V 24-13                                    | Mall of America Field                      | 63.550                                     | 3–1                                        | KARE-TV                                    | Recap                                      |
| 4          | 30 agosto                                  | 7:00 p.m.                                  | Texans                                     | V 31-24                                    | Mall of America Field                      | 63.328                                     | 3–1                                        | KARE-TV                                    | Recap                                      |
| Note       | Gli incontri in trasferta sono in corsivo. | Gli incontri in trasferta sono in corsivo. | Gli incontri in trasferta sono in corsivo. | Gli incontri in trasferta sono in corsivo. | Gli incontri in trasferta sono in corsivo. | Gli incontri in trasferta sono in corsivo. | Gli incontri in trasferta sono in corsivo. | Gli incontri in trasferta sono in corsivo. | Gli incontri in trasferta sono in corsivo. |

### Stagione regolare
Il 3 gennaio 2010 furono annunciati gli avversari da incontrare nel corso della stagione regolare, mentre il calendario completo venne annunciato al pubblico il 20 aprile 2010.
| Calendario | | | | | | | | | |
| Settimana  | Data | Ora (CDT) | Avversario | Risultato | Stadio | Spettatori | Record | TV | Tabellino |
| 1          | 9 settembre | 7:30 p.m. | New Orleans Saints | P 9-14 | Louisiana Superdome | 70.051 | 0-1 | NBC | Recap |
| 2          | 19 settembre | 12:00 p.m. | Miami Dolphins | P 10-14 | Mall of America Field | 63.846 | 0-2 | CBS | Recap |
| 3          | 26 settembre | 12:00 p.m. | Detroit Lions | V 24-10 | Mall of America Field | 63.377 | 1-2 | Fox | Recap |
| 4          | Riposo | Riposo | Riposo | Riposo | Riposo | Riposo | Riposo | Riposo | Riposo |
| 5          | 11 ottobre | 7:30 p.m. | New York Jets | P 20-29 | New Meadowlands Stadium | 77.909 | 1-3 | ESPN | Recap |
| 6          | 17 ottobre | 3:15 p.m. | Dallas Cowboys | V 21-24 | Mall of America Field | 64.120 | 2-3 | Fox | Recap |
| 7          | 24 ottobre | 7:20 p.m. | Green Bay Packers | P 24-28 | Lambeau Field | 71.107 | 2-4 | NBC | Recap |
| 8          | 31 ottobre | 3:15 p.m. | New England Patriots | P 18-28 | Gillette Stadium | 68.756 | 2-5 | Fox | Recap |
| 9          | 7 novembre | 12:00 p.m. | Arizona Cardinals | V 27-24 | Mall of America Field | 64.120 | 3-5 | Fox | Recap |
| 10         | 14 novembre | 12:00 p.m. | Chicago Bears | P 12-27 | Soldier Field | 62.206 | 3-6 | Fox | Recap |
| 11         | 21 novembre | 12:00 p.m. | Green Bay Packers | P 3-31 | Mall of America Field | 64.120 | 3-7 | Fox | Recap |
| 12         | 28 novembre | 12:00 p.m. | Washington Redskins | V 17-13 | FedEx Field | 83.602 | 4-7 | Fox | Recap |
| 13         | 5 dicembre | 12:00 p.m. | Buffalo Bills | V 38-14 | Mall of America Field | 64.012 | 5-7 | CBS | Recap |
| 14         | 13 dicembre | 6:20 p.m. | New York Giants | P 3-21 | Ford Field[a] | 45.910 | 5-8 | Fox | Recap |
| 15         | 20 dicembre | 7:30 p.m. | Chicago Bears | P 14-40 | TCF Bank Stadium[a] | 40.504 | 5-9 | Fox | Recap |
| 16         | 28 dicembre[b] | 17:00 p.m. | Philadelphia Eagles | V 24-14 | Lincoln Financial Field | 69.144 | 6-9 | NBC | Recap |
| 17         | 2 gennaio | 12:00 p.m. | Detroit Lions | P 13-20 | Ford Field | 57.013 | 6-10 | Fox | Recap |
| Note       | [a] Indica che la gara, inizialmente in programma al Mall of America Field, fu spostata nell'impianto indicato a seguito del collasso della copertura dello stadio casalingo dei Vikings [b] L'incontro tra Vikings ed Eagles, previsto originariamente per domenica 26 dicembre, fu in seguito post-posto a martedì 28 dicembre a causa del maltempo che imperversava su Filadelfia. Gli avversari della propria division sono in grassetto. Gli incontri in trasferta sono in corsivo. | [a] Indica che la gara, inizialmente in programma al Mall of America Field, fu spostata nell'impianto indicato a seguito del collasso della copertura dello stadio casalingo dei Vikings [b] L'incontro tra Vikings ed Eagles, previsto originariamente per domenica 26 dicembre, fu in seguito post-posto a martedì 28 dicembre a causa del maltempo che imperversava su Filadelfia. Gli avversari della propria division sono in grassetto. Gli incontri in trasferta sono in corsivo. | [a] Indica che la gara, inizialmente in programma al Mall of America Field, fu spostata nell'impianto indicato a seguito del collasso della copertura dello stadio casalingo dei Vikings [b] L'incontro tra Vikings ed Eagles, previsto originariamente per domenica 26 dicembre, fu in seguito post-posto a martedì 28 dicembre a causa del maltempo che imperversava su Filadelfia. Gli avversari della propria division sono in grassetto. Gli incontri in trasferta sono in corsivo. | [a] Indica che la gara, inizialmente in programma al Mall of America Field, fu spostata nell'impianto indicato a seguito del collasso della copertura dello stadio casalingo dei Vikings [b] L'incontro tra Vikings ed Eagles, previsto originariamente per domenica 26 dicembre, fu in seguito post-posto a martedì 28 dicembre a causa del maltempo che imperversava su Filadelfia. Gli avversari della propria division sono in grassetto. Gli incontri in trasferta sono in corsivo. | [a] Indica che la gara, inizialmente in programma al Mall of America Field, fu spostata nell'impianto indicato a seguito del collasso della copertura dello stadio casalingo dei Vikings [b] L'incontro tra Vikings ed Eagles, previsto originariamente per domenica 26 dicembre, fu in seguito post-posto a martedì 28 dicembre a causa del maltempo che imperversava su Filadelfia. Gli avversari della propria division sono in grassetto. Gli incontri in trasferta sono in corsivo. | [a] Indica che la gara, inizialmente in programma al Mall of America Field, fu spostata nell'impianto indicato a seguito del collasso della copertura dello stadio casalingo dei Vikings [b] L'incontro tra Vikings ed Eagles, previsto originariamente per domenica 26 dicembre, fu in seguito post-posto a martedì 28 dicembre a causa del maltempo che imperversava su Filadelfia. Gli avversari della propria division sono in grassetto. Gli incontri in trasferta sono in corsivo. | [a] Indica che la gara, inizialmente in programma al Mall of America Field, fu spostata nell'impianto indicato a seguito del collasso della copertura dello stadio casalingo dei Vikings [b] L'incontro tra Vikings ed Eagles, previsto originariamente per domenica 26 dicembre, fu in seguito post-posto a martedì 28 dicembre a causa del maltempo che imperversava su Filadelfia. Gli avversari della propria division sono in grassetto. Gli incontri in trasferta sono in corsivo. | [a] Indica che la gara, inizialmente in programma al Mall of America Field, fu spostata nell'impianto indicato a seguito del collasso della copertura dello stadio casalingo dei Vikings [b] L'incontro tra Vikings ed Eagles, previsto originariamente per domenica 26 dicembre, fu in seguito post-posto a martedì 28 dicembre a causa del maltempo che imperversava su Filadelfia. Gli avversari della propria division sono in grassetto. Gli incontri in trasferta sono in corsivo. | [a] Indica che la gara, inizialmente in programma al Mall of America Field, fu spostata nell'impianto indicato a seguito del collasso della copertura dello stadio casalingo dei Vikings [b] L'incontro tra Vikings ed Eagles, previsto originariamente per domenica 26 dicembre, fu in seguito post-posto a martedì 28 dicembre a causa del maltempo che imperversava su Filadelfia. Gli avversari della propria division sono in grassetto. Gli incontri in trasferta sono in corsivo. |

## Classifiche

### Division
| Classifica della NFC North Division 2010 | Classifica della NFC North Division 2010 | Classifica della NFC North Division 2010 | Classifica della NFC North Division 2010 | Classifica della NFC North Division 2010 | Classifica della NFC North Division 2010 | Classifica della NFC North Division 2010 | Classifica della NFC North Division 2010 | Classifica della NFC North Division 2010 | Classifica della NFC North Division 2010 | Classifica della NFC North Division 2010 | Classifica della NFC North Division 2010 | Classifica della NFC North Division 2010 | Classifica della NFC North Division 2010 | Classifica della NFC North Division 2010 | Classifica della NFC North Division 2010 | Classifica della NFC North Division 2010 |
|                                          | V                                        | P                                        | N                                        | PCT                                      | DIV                                      | DIV PCT                                  | CONF                                     | CONF PCT                                 | NON CONF                                 | C                                        | T                                        | PR                                       | PS                                       | TD                                       | STR                                      | PO                                       |
| ---------------------------------------- | ---------------------------------------- | ---------------------------------------- | ---------------------------------------- | ---------------------------------------- | ---------------------------------------- | ---------------------------------------- | ---------------------------------------- | ---------------------------------------- | ---------------------------------------- | ---------------------------------------- | ---------------------------------------- | ---------------------------------------- | ---------------------------------------- | ---------------------------------------- | ---------------------------------------- | ---------------------------------------- |
| Chicago Bears                            | 11                                       | 5                                        | 0                                        | .688                                     | 5-1                                      | .833                                     | 8-4                                      | .667                                     | 3-1                                      | 5-3                                      | 6-2                                      | 334                                      | 286                                      | 37                                       | P-1                                      | Div                                      |
| Green Bay Packers                        | 10                                       | 6                                        | 0                                        | .625                                     | 4-2                                      | .667                                     | 8-4                                      | .667                                     | 2-2                                      | 7-1                                      | 3-5                                      | 388                                      | 240                                      | 46                                       | V-2                                      | WC                                       |
| Detroit Lions                            | 6                                        | 10                                       | 0                                        | .375                                     | 2-4                                      | .333                                     | 5-7                                      | .417                                     | 1-3                                      | 4-4                                      | 2-6                                      | 362                                      | 369                                      | 41                                       | V-4                                      |                                          |
| Minnesota Vikings                        | 6                                        | 10                                       | 0                                        | .375                                     | 1-5                                      | .167                                     | 5-7                                      | .417                                     | 1-3                                      | 4-4                                      | 2-6                                      | 281                                      | 348                                      | 33                                       | P-1                                      |                                          |

## Statistiche
| Andamento in stagione regolare                                                                    |    |    |    |    |    |    |    |    |    |    |    |    |    |    |    |    |    |
| Settimana                                                                                         | 1  | 2  | 3  | 4  | 5  | 6  | 7  | 8  | 9  | 10 | 11 | 12 | 13 | 14 | 15 | 16 | 17 |
| Luogo                                                                                             | T  | C  | C  | R  | T  | C  | T  | T  | C  | T  | C  | T  | C  | C  | C  | T  | T  |
| Risultato                                                                                         | P  | P  | V  | R  | P  | V  | P  | P  | V  | P  | P  | V  | V  | P  | P  | V  | P  |
| Posizione                                                                                         | 4ª | 3ª | 3ª | 3ª | 3ª | 3ª | 3ª | 3ª | 3ª | 3ª | 3ª | 3ª | 3ª | 3ª | 3ª | 3ª | 4ª |
| Luogo: C = Casa; T = Trasferta. Risultato: V = Vittoria; N = Pareggio; S = Sconfitta. R = Riposo. |    |    |    |    |    |    |    |    |    |    |    |    |    |    |    |    |    |

| Classifiche di lega  |             |                |          |
| Categoria            | Yard totali | Yard a partita | Rank NFL |
| Attacco sui passaggi | 3.097       | 193,6          | 26ª      |
| Attacco su corsa     | 1.942       | 121,4          | 10ª      |
| Totale attacco       | 5.038       | 314,9          | 23ª      |
| Difesa sui passaggi  | 3.367       | 210,4          | 10ª      |
| Difesa su corsa      | 1.635       | 102,2          | 9ª       |
| Difesa totale        | 5.002       | 312,6          | 8ª       |

| Leader della squadra       |                                |        |
| Categoria                  | Giocatore                      | Valore |
| Yard passate               | Brett Favre                    | 2.509  |
| Touchdown passati          | Brett Favre                    | 11     |
| Yard corse                 | Adrian Peterson                | 1.298  |
| Touchdown su corsa         | Adrian Peterson                | 12     |
| Ricezioni                  | Percy Harvin                   | 71     |
| Yard ricevute              | Percy Harvin                   | 868    |
| Touchdown ricevuti         | Percy Harvin                   | 5      |
| Punti totali               | Ryan Longwell                  | 81     |
| Yard su ritorno di kickoff | Percy Harvin                   | 933    |
| Yard su ritorno di punt    | Greg Camarillo                 | 359    |
| Tackle totali              | Chad Greenway                  | 144    |
| Sack                       | Jared Allen                    | 11     |
| Intercetti                 | Husain Abdullah E.J. Henderson | 3      |
| Fumble forzati             | Ben Leber Antoine Winfield     | 2      |

## Staff
| Staff dei Minnesota Vikings 2010 |
| --- |
| Organi dirigenziali Proprietà - Proprietario/Azionista di maggioranza: Zygi Wilf - Proprietario/Presidente: Mark Wilf - Proprietario/Vice-Azionista di maggioranza: Leonard Wilf - Partner di Azionariato: Jeffrey Wilf, Reggie Fowler, Alan Landis, David Mandelbaum Staff esecutivo - Vice Presidente del Personale Giocatori: Rick Spielman - Direttore del Personale Giocatori: George Paton - Vice Presidente degli Affari Pubblici & Sviluppo dello Stadio: Lester Bagley - Vice Presidente delle Operazioni legate al Football: Rob Brzezinski - Vice Presidente delle Vendite & Marketing e Direttore del Marketing: Steve LaCroix - Vice Presidente delle Finanze e Direttore Finanziario: Steve Poppen - Vice Presidente degli Affari Legali e Direttore Amministrativo: Kevin Warren Consulenti - Consulente: Bud Grant - Consulente Storico del Team: Fred Zamberletti - Consulente Stadio e Sviluppo Immobiliare: Don Becker Scouting staff - Direttore dello Scouting Collegiale: Scott Studwell - Direttore dello Scouting Professionistico: Ryan Monnens - Assistente del Direttore dello Scouting Collegiale: Jamaal Stephenson Capo allenatore - Brad Childress (esonerato il 22 novembre) - Leslie Frazier (dal 22 novembre) Altri allenatori - Coordinatore dello sviluppo della forza e della condizione: Tom Kanavy - Assistente dello sviluppo della forza e della condizione: Juney Barnett e Martin Streight - Assistente di allenamento: Todd Nielson Allenatori dell'attacco - Coordinatore dell'attacco: Darrell Bevell - Quarterback: Kevin Rogers - Controllo qualità offensiva/Quarterback: Kevin Stefanski - Running Back/Assistente del capo allenatore: Eric Bieniemy - Wide Receiver: George Stewart - Assistente offensivo/Assistente Wide Receiver: Ryan Ficken - Tight End: Jimmie Johnson - Offensive Line: Pat Morris - Assistente Offensive Line: Jim Hueber Allenatori della difesa - Coordinatore della difesa: Leslie Frazier (fino al 22 novembre) - Coordinatore della difesa: Fred Pagac (dal 22 novembre) - Defensive Line: Karl Dunbar - Assistente Defensive Line: Diron Reynolds - Linebacker: Fred Pagac (fino al 22 novembre) - Defensive Back: Joe Woods - Assistente Defensive Back: Matt Sheldon - Assistente difensivo/Linebacker: Jeff Imamura - Assistente difensivo/Defensive Line: Ryan Silverfield Allenatori dello special team - Coordinatore dello Special Team: Brian Murphy - Assistente dello Special Team: Chris White |

## Roster finale
| Roster dei Minnesota Vikings 2010 |
| --- |
| Quarterback - 3 Rhett Bomar - 4 Brett Favre - 9 Patrick Ramsey - 14 Joe Webb Running Back - 27 Lorenzo Booker KR - 83 Jeff Dugan FB/TE - 32 Toby Gerhart - 28 Adrian Peterson - 38 Naufahu Tahi FB Wide Receiver - 19 Hank Baskett - 87 Bernard Berrian - 85 Greg Camarillo PR - 12 Percy Harvin - 13 Juaquin Iglesias - 17 Greg Lewis - 18 Sydney Rice Tight End - 40 Jim Kleinsasser - 81 Visanthe Shiancoe Offensive Linemen - 79 Patrick Brown OT - 62 Ryan Cook OG/OT - 68 Jon Cooper C - 72 Chris DeGeare OG - 71 Phil Loadholt OT - 74 Bryant McKinnie OT - 65 John Sullivan C - 66 Thomas Welch OT Defensive Linemen - 69 Jared Allen DE - 91 Ray Edwards DE - 90 Fred Evans DT - 97 Everson Griffen DE - 98 Letroy Guion DT - 73 Jimmy Kennedy DT - 96 Brian Robison DE - 93 Kevin Williams DT - 94 Pat Williams DT Linebacker - 54 Jasper Brinkley MLB - 59 Heath Farwell OLB - 52 Chad Greenway OLB - 56 E.J. Henderson MLB - 50 Erin Henderson OLB - 51 Ben Leber OLB - 55 Kenny Onatolu OLB Defensive Back - 39 Husain Abdullah FS - 21 Asher Allen CB - 37 Eric Frampton SS - 33 Jamarca Sanford SS - 29 Lito Sheppard CB - 35 Marcus Sherels CB - 41 Frank Walker CB - 26 Antoine Winfield CB Special Team - 5 Chris Kluwe P - 46 Cullen Loeffler LS - 8 Ryan Longwell K Lista delle riserve - 31 Chris Cook CB (IR) - 23 Cedric Griffin CB (IR) - 64 Anthony Herrera C/OG (IR) - 76 Steve Hutchinson OG (IR) - 7 Tarvaris Jackson QB (IR) - 11 Jaymar Johnson WR (IR) - 25 Tyrell Johnson SS (IR) - 20 Madieu Williams FS (IR) - 73 Scott Kooistra OT (IR) - 34 Albert Young RB (IR) Squadra di allenamento - 89 Freddie Brown WR - 22 Simeon Castille CB - 44 Ryan D'Imperio FB - 95 Tremaine Johnson DT - 78 Seth Olsen OG - 24 Cord Parks CB - 30 DeAndre Wright CB 53 attivi, 9 inattivi, 7 nella squadra di allenamento |
| Legenda - I rookie sono in corsivo. - Il primo ruolo è il principale mentre gli eventuali successivi indicano i ruoli secondari. - (IR) sta per Injured Reserve ed indica la lista ristretta per un solo giocatore infortunato che può tornare ad allenarsi dopo la settimana 6 e a rientrare in prima squadra dopo che questa ha giocato 8 partite. - (NF-Inj.) / (NF-Ill.) stanno rispettivamente per Non-Football Injured e Non-Football Illness ed indicano le liste dove viene inserito un giocatore che ha un infortunio o una malattia non dipendente dal football americano. - (PUP) sta per Physically Unable to Perform ed indica la lista dove viene inserito un giocatore mentre è in attesa di recuperare la condizione fisica. Nella stagione regolare dopo la sesta partita giocata dalla propria squadra, il giocatore ha tempo tre settimane per riprendere ad allenarsi, più tre settimane aggiuntive dal suo rientro agli allenamenti per rientrare in prima squadra. |